# Bugard
Bugard település Franciaországban, Hautes-Pyrénées megyében. Lakosainak száma 97 fő (2022. január 1.). Bugard Villembits, Lustar, Bonnefont, Orieux, Sère-Rustaing és Lamarque-Rustaing községekkel határos.

## Népesség
A település népességének változása:
| Lakosok száma | 85   | 86   | 88   | 89   | 93   | 96   | 96   | 97   | 97   |
|               | 2013 | 2015 | 2016 | 2017 | 2018 | 2019 | 2020 | 2021 | 2022 |